# Игиатта
Ігиатта́ (рос. Ыгыатта) — річка в Республіці Саха (Якутія), Росія. Ліва притока річки Вілюй. Тече Сунтарським улусом, Нюрбинським і Мирнинським районами.
Довжина річки — 601 км, площа сточища — 11 200 км².

## Гідрографія
Джерело знаходиться в межах Вілюйського плато. У верхів'ї долина річки виражена нечітко завширшки 100—500 м. Русло з чергуванням озероподібних розширень і відносно вузьких ділянок водотоків, заплава місцями заболочена, в оточенні термокарстових озер. Є велика кількість криги. У середній течії виходить на Центральноякутську рівнину. У пониззі русло сильно меандрирує, ширина річища досягає 70 м.
Береги річки урвисті і кам'янисті, течія швидка, вода прозора і холодна. Рівень річки залежить від дощів що випадають в її долині, в гирлі глибина до 10 метрів. Висота гирла — 104 м над рівнем моря.